# سیگار گیاهی

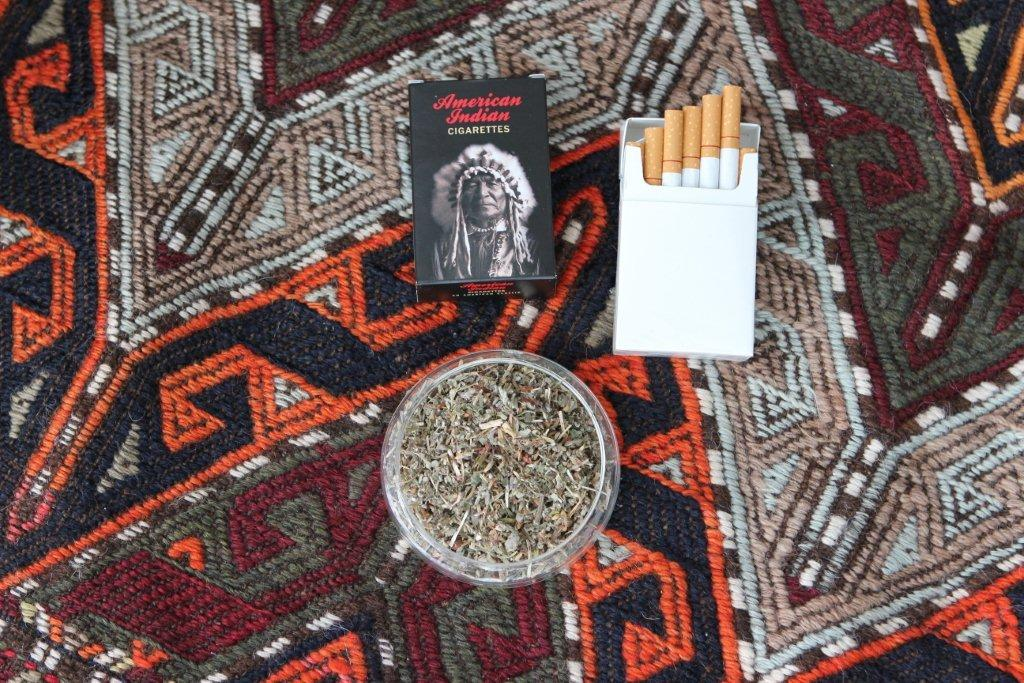
بسته‌ای سیگار بدون تنباکو - برند آمریکایی هندی سیگار گیاهی

سیگار گیاهی (که سیگار بدون تنباکو یا بدون نیکوتین هم نامیده می‌شود)، سیگاری است که تنباکو ندارد و به جای آن از انواع مختلف گیاهان. چنین سیگارهایی نباید با سیگارهای بدون افزودنی یا سیگارهای دارای تنباکوی طبیعی اشتباه گرفته شود. این سیگارها اغلب، مثل تنباکوی بدون دود گیاهی، به عنوان جایگزینی برای محصولات استاندارد تنباکو (سیگارهای اولیه) و بسیاری مواقع برای کمک به ترک سیگار ترویج می‌شوند.
گاهی هم این سیگار در صحنه‌های بازیگری توسط بازیگرانی که سیگاری نیستند، یا همان‌طور که به‌طور فزاینده‌ای رایج می‌شود، در جاهایی که قانون ضد تنباکو سیگار کشیدن را ممنوع کرده‌است، استفاده می‌شود.
با این حال این مدل سیگارها همچنان سرطان‌زا هستند.

## ساخت

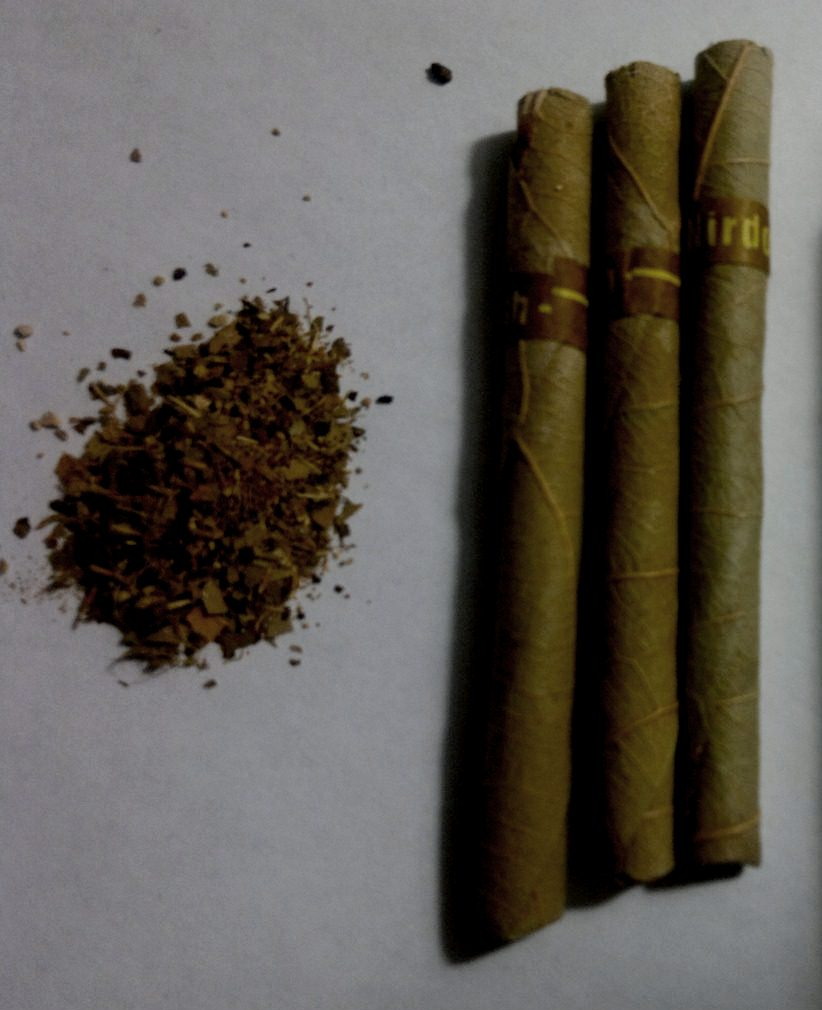

سیگارهای گیاهی اغلب با کاغذها و فیلتر سیگارهای استاندارد ساخته می‌شوند یا می توان با استفاده از پیپ های استاندارد برای مصرف استفاده کرد.

## ترکیب گیاهی
به جای توتون و تنباکو برای پر کردن این سیگارها امکان دارد از طیف گسترده‌ای از محصولات مصرفی استفاده شود. ذرت و تعدادی از گیاهان معطر مثل: نعنا، دارچین، علف لیمو توسط گروه زیادی از تولیدکنندگان سیگار مورد استفاده قرار گرفته‌است. سازندگان دیگر از مواد غیر علفی مثل گلبرگ رز و برگ‌های شبدر استفاده کرده‌اند. بعضی از تولیدکننده‌ها به ویژه در شیشه باگاس بی‌طعم استفاده کرده و سیگارهایی با طعم‌های متفاوت درست می‌کنند. بعضی از سیگارهای گیاهی با کاهوی خشک شده درست می‌شود.
سیگارهای گیاهی اعتیادآور محسوب نمی‌شوند چون مادهٔ اعتیادآور ندارند. تفاوت این سیگارها با مدل های اعتیادآور نداشتن نیکوتین است اما در سایر موارد مانند قطران، مواد سرطان‌زا و... تقریبا مشابه هستند.

## تاریخچه
سرمنشا این سیگارها انگلستان و در سال ۱۹۴۷ است. ظاهراً هانی رز و بلک‌سوان قدیمی‌ترین برند این سیگارها هستند که هم‌اکنون هم در سراسر جهان فروخته می‌شوند.